# Dylan McDermott
Dylan McDermott (de nacimiento, Mark Anthony McDermott; Waterbury, Connecticut, 26 de octubre de 1961) es un actor estadounidense. Es más conocido por su papel como el abogado Bobby Donnell en la serie dramática legal The Practice.
También es conocido por sus papeles en las dos primeras temporadas de  American Horror Story, titulado American Horror Story: Murder House y American Horror Story: Asylum, interpretando a Ben Harmon y Johnny Morgan, respectivamente. Protagonizó el teniente Carter Shaw en la serie de TNT Dark Blue y protagonizó dos series de drama de corta duración de CBS Hostages y Stalker.

## Primeros años
McDermott nació en Waterbury, Connecticut, hijo de Diane y Richard McDermott. Es de origen italiano (de su abuelo materno), y tiene ascendencia irlandesa, inglesa y francesa. Diane tenía 15 años y Richard tenía 17 cuando nació McDermott; en 1967, la pareja se había divorciado, y Diane y sus dos hijos vivían con su madre, Avis (Rogers) Marino. El 9 de febrero de 1967, Diane fue asesinada. Su muerte fue declarada un accidente, pero la policía luego afirmó que la evidencia que habían encontrado sería suficiente para presentar cargos de asesinato contra John Sponza, quien vivía con Diane en ese momento. Sponza le dijo a las autoridades que Diane accidentalmente se pegó un tiro después de recoger un arma que había estado limpiando. Sponza, que según la policía tenía vínculos con el crimen organizado, fue asesinado en 1972; su cuerpo fue encontrado en el maletero de un automóvil en un estacionamiento de una tienda de comestibles en Waltham, Massachusetts.
McDermott y su hermana fueron criados por Avis en Waterbury. Cuando era adolescente, comenzó a hacer viajes para visitar a su padre, propietario del West Fourth Street Saloon en Greenwich Village, Nueva York. Los dos iban juntos al cine y el pequeño McDermott trabajaría en el bar de su padre, sirviendo bebidas y acabando con las peleas. También hacía chistes en el Mudd Club y Studio 54. McDermott se sentía incómodo consigo mismo cuando era adolescente, diciendo que tenía un "peinado a lo Dorothy Hamill". Comenzó a imitar a sus ídolos cinematográficos, como Marlon Brando y Humphrey Bogart, para adoptar su comportamiento. McDermott se graduó de Holy Cross High School en Waterbury.
La tercera esposa del padre de McDermott fue la dramaturga Eve Ensler (autora de The Vagina Monologues), quien legalmente adoptó a McDermott cuando él tenía 15 años y ella tenía 23 años. Más tarde se divorció de su padre. Ensler, con quien McDermott se ha mantenido cercano, lo alentó a seguir una carrera como actor, y comenzó a escribir papeles para él en sus obras de teatro. Después de que Ensler sufriera un aborto involuntario, tomó el nombre de Dylan, el nombre planeado para su hijo no nacido. Asistió a la escuela de actuación en el Jesuit-run Fordham University, y también estudió con Sanford Meisner en el Neighborhood Playhouse School of the Theatre en la ciudad de Nueva York.

## Vida personal
McDermott tiene una hermana menor, Robin. Se casó con la actriz Shiva Rose el 19 de noviembre de 1995. Tienen dos hijas, Colette y Charlotte. El nacimiento de Colette aparece prominentemente en The Vagina Monologues de Ensler. El 27 de septiembre de 2007, People confirmó que McDermott y Rose se habían separado. El 16 de mayo de 2008, se informó que McDermott había solicitado el divorcio de Rose. El divorcio se finalizó el 2 de enero de 2009. El 14 de enero de 2015, se anunció que estaba comprometido con su coestrella de Stalker Maggie Q.
McDermott ha aparecido en revistas como  Men's Health. En 1999, fue finalista en el número de GQ "Hombre del año". McDermott es un alcohólico en recuperación que ha estado sobrio durante más de 20 años.

## Filmografía
| Año  | Título                          | Rol                      | Notas         |
| ---- | ------------------------------- | ------------------------ | ------------- |
| 1987 | Hamburger Hill                  | Sgto. Adam Frantz        |               |
| 1988 | The Blue Iguana                 | Vince Holloway           |               |
| 1989 | Twister                         | Chris                    |               |
| 1989 | Steel Magnolias                 | Jackson Latcherie        |               |
| 1990 | Hardware                        | Moses "Hard Mo" Baxter   |               |
| 1991 | Where Sleeping Dogs Lie         | Bruce Simmons            |               |
| 1992 | Jersey Girl                     | Sal Tomei                |               |
| 1993 | In the Line of Fire             | Al D'Andrea              |               |
| 1994 | The Cowboy Way                  | John Stark               |               |
| 1994 | Miracle on 34th Street          | Bryan Bedford            |               |
| 1995 | Destiny Turns on the Radio      | Julian Goddard           |               |
| 1995 | Home for the Holidays           | Leo Fish                 |               |
| 1997 | 'Til There Was You              | Nick Dawkan              |               |
| 1999 | Three to Tango                  | Charles Newman           |               |
| 2001 | Texas Rangers                   | Leander McNelly          |               |
| 2003 | Party Monster                   | Peter Gatien             |               |
| 2003 | Wonderland                      | David Lind               |               |
| 2003 | Runaway Jury                    | Jacob Wood               | No acreditado |
| 2005 | Edison                          | Sergento Francis Lazerov |               |
| 2005 | The Tenants                     | Harry Lesser             |               |
| 2005 | The Mistress of Spices          | Doug                     |               |
| 2006 | Unbeatable Harold               | Jake Salamander          |               |
| 2007 | The Messengers                  | Roy                      |               |
| 2007 | Have Dreams, Will Travel        | Tío                      |               |
| 2009 | Mercy                           | Jake                     |               |
| 2010 | Burning Palms                   | Dennis Marx              |               |
| 2012 | Nobody Walks                    | Leroy                    |               |
| 2012 | The Campaign                    | Tim Wattley              |               |
| 2012 | The Perks of Being a Wallflower | Sr. Kelmeckis            |               |
| 2013 | Olympus Has Fallen              | Dave Forbes              |               |
| 2013 | Freezer                         | Robert Saunders          |               |
| 2014 | Behaving Badly                  | Jimmy Leach              |               |
| 2014 | Autómata                        | Sean Wallace             |               |
| 2014 | Mercy                           | Jim Swann                |               |
| 2015 | Survivor                        | Sam Parker               |               |
| 2015 | The Laws of the Universe Part 0 | Yoake Suguru             |               |
| 2016 | Blind                           | Mark Dutchman            |               |

| Año       | Título                               | Rol                         | Notas                                      |
| --------- | ------------------------------------ | --------------------------- | ------------------------------------------ |
| 1989      | The Neon Empire                      | Vic                         | Película para televisión                   |
| 1991      | Into the Badlands                    | McComas                     | Película para televisión                   |
| 1992      | Tales from the Crypt                 | George Gatlin               | Episodio: "This'll Kill Ya"                |
| 1992      | The Fear Inside                      | Pete Caswell                | Película para televisión                   |
| 1997–2004 | The Practice                         | Bobby Donnell               | 147 episodios                              |
| 1998      | Ally McBeal                          | Bobby Donnell               | 2 episodios                                |
| 1998      | Penn & Teller's Sin City Spectacular | Él mismo                    |                                            |
| 1999      | Saturday Night Live                  | Anfitrión                   | Episodio: "Dylan McDermott / Foo Fighters" |
| 2002      | Music Behind Bars                    | Anfitrión                   | 8 episodios                                |
| 2003      | Will & Grace                         | Tom                         | Episodio: "Heart Like a Wheelchair"        |
| 2004      | The Grid                             | Max Canary (agente del FBI) | 2 episodios                                |
| 2006      | 3 lbs                                | Dr. Douglas Hanson          | Piloto de tv fallido                       |
| 2006      | A House Divided                      | Anderson                    | Película para televisión                   |
| 2007–2008 | Big Shots                            | Duncan Collinsworth         | 11 episodios                               |
| 2009–2010 | Dark Blue                            | Carter Shaw                 | 20 episodios                               |
| 2011      | American Horror Story: Murder House  | Ben Harmon                  | Elenco principal; 12 episodios             |
| 2011      | Vietnam in HD                        | James Anderson (voz)        | Episodio: "The Beginning"                  |
| 2012–2013 | American Horror Story: Asylum        | Johnny Morgan               | 5 episodios                                |
| 2013–2014 | Hostages                             | Duncan Carlisle             | 15 episodios                               |
| 2014–2015 | Stalker                              | Detective Jack Larsen       | Elenco principal; 20 episodios             |
| 2018      | L.A. to Vegas                        | Capt. Dave Pratman          | Elenco principal                           |
| 2018      | American Horror Story: Apocalype     | Ben Harmon                  | 1 episodio                                 |
| 2019      | American Horror Story: 1984          | Bruce                       | 4 episodios                                |
| 2020      | Hollywood                            | Ernest "Ernie" West         | Protagonista, serie de TV Netflix          |
| 2021      | American Horror Stories              |                             | Episodio: "Game Over"                      |
| 2021-2022 | FBI: Most Wanted                     | Agente Remy Scott           |                                            |

| Año  | Título                          | Rol               |
| ---- | ------------------------------- | ----------------- |
| —    | Golden Boy                      | —                 |
| 1978 | Believe It, See It, Survival    | —                 |
| 1985 | Biloxi Blues                    | Joseph Wyzykowski |
| 1995 | Floating Rhoda and the Glue Man | —                 |
| 2006 | The Treatment                   | Hombre            |
| 2008 | Three Changes                   | Nate              |

## Premios y nominaciones
| Año  | Premiación                            | Categoría                                                | Nominación                          | Resultado |
| ---- | ------------------------------------- | -------------------------------------------------------- | ----------------------------------- | --------- |
| 1998 | Viewers for Quality Television        | Best Actor in a Quality Drama Series                     | The Practice                        | Nom       |
| 1999 | Golden Globe Awards                   | Best Actor – Television Series Drama                     | The Practice                        | Ganador   |
| 1999 | Primetime Emmy Awards                 | Outstanding Lead Actor in a Drama Series                 | The Practice                        | Nom       |
| 1999 | Satellite Awards                      | Best Actor – Television Series Drama                     | The Practice                        | Nom       |
| 1999 | Screen Actors Guild Awards            | Outstanding Performance by an Ensemble in a Drama Series | The Practice                        | Nom       |
| 1999 | Television Critics Association Awards | Individual Achievement in Drama                          | The Practice                        | Nom       |
| 2000 | Golden Globe Awards                   | Best Actor – Television Series Drama                     | The Practice                        | Nom       |
| 2000 | Satellite Awards                      | Best Actor – Television Series Drama                     | The Practice                        | Nom       |
| 2000 | Screen Actors Guild Awards            | Outstanding Performance by an Ensemble in a Drama Series | The Practice                        | Nom       |
| 2000 | Viewers for Quality Television        | Best Actor in a Quality Drama Series                     | The Practice                        | Nom       |
| 2001 | Golden Globe Awards                   | Best Actor – Television Series Drama                     | The Practice                        | Nom       |
| 2001 | Screen Actors Guild Awards            | Outstanding Performance by an Ensemble in a Drama Series | The Practice                        | Nom       |
| 2004 | Prism Awards                          | Best Performance in a Theatrical Feature Film            | Wonderland                          | Nom       |
| 2012 | San Diego Film Critics Society Awards | Best Performance by an Ensemble                          | The Perks of Being a Wallflower     | Ganador   |
| 2012 | Saturn Awards                         | Best Actor on Television                                 | American Horror Story: Murder House | Nom       |
| 2015 | People's Choice Awards                | Favorite Actor in a New TV Series                        | Stalker                             | Nom       |
| 2020 | Premios Primetime Emmy                | Mejor actor de reparto - Serie limitada o telefilme      | Hollywood                           | Nominado  |